# Miguel Latz
Miguel Latz (4 de febrero de 1844, Posen, Prusia – 4 de octubre de 1920 Los Ángeles California) cuyo nombre completo era Jacob Michael Faerber Latz. De ascendencia judía, emigrado a Estados Unidos, empresario nacionalizado mexicano, radicado en Magdalena Sonora. Fue diputado y presidente municipal de ésa población. Fue hijo de Salomón Faerber y Röschen (Rachel) Latz, con sus hermanos Pedro y Arnoldo Faerber. 

## En Estados Unidos
De ocupación oficinista, emigró a los 17 años a Nueva York, Estados Unidos llegando el 13 de julio de 1861, como parte del el 16% de alemanes emigrados y radicados en Estados Unidos, debido a las restricciones que impuso Prusia a los judíos. Se empleó en Syracuse, Nueva York. 
Participó en la Guerra Civil de Estados Unidos pues el 4 de noviembre de 1861, se alistó como voluntario en Nueva York, en el 76° Regimiento de Cortland, NY del ejército de la Unión. El 29 de junio de 1863 fue apresado por los Confederados y confinado en el infame campo de prisioneros de Belle Isle, isla del río James en Richmond, Virginia. Sobrevivió a la viruela, hacinamiento, riñas y hambruna. Jacob fue liberado en febrero de 1864.
Después de la su liberación, decide regresar a Posen a visitar a sus padres. Regresa a América en 1873. Se mudó a Knoxville Tennessee y luego al San Juan en el Estado de Colorado. Abrió un albergue para los mineros de oro buscadores de la zona, prosperando rápidamente. Tras un enfrenamiento y riña con J. Sam Perry, que resultó muerto por Jacob, Faerber fue detenido, enjuiciado, declarado culpable de homicidio y sentenciado a cinco años de prisión, en la cárcel del condado de Costilla en Colorado. Se fugó de la cárcel y viajó a Arizona en 1874 y luego a Magdalena Sonora, México.
Tras una vida comercial y política en Magdalena Sonora, y después de 20 años de haber sido condenado, en enero de 1895 fue perdonado por el gobernador de Colorado Davis Hanson Waite, lo que le permitió viajar libremente por Estados Unidos. Viajó a Nueva Orleans a tratarse de tuberculosis.
En 1911, compró una residencia en los Ángeles California.

## En México
Debido a su conflicto en Colorado, Jacob Michael Faerber Latz, cambió su nombre a Miguel Latz, que era su segundo nombre y en español y su segundo apellido o sea el de su madre. El 6 de abril de 1877, Miguel Latz, se casó con Ana Dávila en la Iglesia de Santa María de Magdalena, donde se asentó en su residencia. El 24 de marzo de 1879 se nacionalizó mexicano. Los hermanos Faerber Latz se reúnen en Sonora. Sus hermanos Pedro y Arnoldo también se radicaron en la localidad.

### Actividad Económica
La comunidad judía, siempre apoyó a Jacob, o sea Miguel, desde su fuga, hasta su radicación en Sonora. Barron M. Jacobs, persona acaudalada en Arizona, lo apoyó para colocarse como empleado en Magdalena. Logra trabajar como empleado en un negocio comercial local, en el cual rápidamente es ascendido como asistente del director y luego encargado de un negocio. Se hizo comerciante con el nombre de Miguel Latz y Hermano (Arnoldo).
Importa mercancías, las comercializa y opera almacenes para equipos de minería y agricultura en las localidades de Magdalena, Nogales y Santa Ana. Adquiere el molino harinero de José Pierson, en Terrenate, localidad vecina a Magdalena, y exporta harina a Arizona y Colorado. Se hace accionista de Sonora Gold and Silver Mining Company en 1892, de la San Francisco Mine, en Estación Llano, (aún vigente) de la Compañía Minera Refugio, Hacienda La Aurora (1899), Pearce y Compañía (1905) y de la Minera San Antonio (1906).  Adquiere la mina la Cordobeña en Santa Ana, y la Concordia. accionista en La Jojoba de Magdalena, la textil Compañía Industrial del Pacífico “Los Ángeles", venta de vehículos Studebaker y, accionista del "Banco de Sonora" y varios otros negocios como representante de fabricantes de explosivos, bancos y aseguradoras. Debido al conflicto armado de la Revolución Mexicana, en 1912, vende parte de sus acciones bancarias, aunque después sigue invirtiendo en México y en 1913 toma acciones de la empresa El Capitolio Mining Co.

### Actividad Política
Miguel Latz, es nombrado agente fiscal. También es nombrado Prefecto del Distrito de Magdalena. Es nombrado como Agente Fiscal Federal y Agente fiscal del Estado, 
Miguel contiende por la alcaldía de Magdalena resultando triunfador. Fue también diputado local por el Distrito de Magdalena.
Debido al enfrentamiento armado de la Revolución Mexicana, en 1911 cambia el tipo de régimen federal con el triunfo de Francisco I. Madero. Apoya la causa revolucionaria con aportación económica. El 14 de agosto de 1913, se instituyó un impuesto dirigido a las personas que habían apoyado al régimen anterior, por lo que Miguel Latz está en la lista, pero el gobernador Ignacio L. Pesqueira lo exonera del pago, porque “cumplieron voluntariamente con el compromiso que les impuso este gobierno para gastos de guerra.”
En 1918, fue allanada su residencia en Los Angeles por su origen alemán, pues Estados Unidos acababa de entrar en la Primera Guerra Mundial.  Fue arrestado y luego puesto en libertad bajo fianza.

### Actividad social
En 1895 envió socorro a los damnificados por el ciclón que había azotado La Paz, Baja California.
En 1904 los señores Miguel Latz y Hermano, participaron en la Junta de Mejoras de Magdalena, misma que decidió construir la escuela que a la postre recibió el nombre por aclamación popular de “Coronel Juan Fenochio”, para la cual los hermanos Latz, donaron todo el mobiliario requerido para su inicio y operación.
Miguel hizo fuertes aportaciones a la Fundación Latz en Posen. En su testamento benefició a múltiples asociaciones de asistencia privada, principalmente en Los Ángeles.
No tuvo descendencia. Murió en Los Ángeles, California en 1920.